# Rattus norvegicus
La rata gris, rata parda, rata marrón, rata noruega, rata china, guarén o rata de alcantarilla (Rattus norvegicus) es una especie de roedor miomorfo de la familia Muridae. Es una de las ratas más conocidas y comunes; está ligada a las actividades humanas y gracias a ello ha colonizado todo el mundo desde sus orígenes en China, siendo una plaga en algunas zonas. Ha dado origen a las ratas albinas y otras variedades utilizadas por el hombre como animal de laboratorio o doméstico. No se reconocen subespecies.
Es un sinónimo de mus decumanus.

## Características

Diferencias entre R. norvegicus y R. rattus.

Mide de 27 a 32 cm de longitud, la cola tiene de 17 a 22 cm y pesa de 280 a 520 g. El cuerpo es tosco y la cola cubierta de escamas en anillo; el manto es gris oscuro en el lomo. El hocico es más romo y las orejas más cortas que las de la rata negra (R. rattus).
Su fórmula dental es la siguiente: (1/1, 0/0, 0/0, 3/3) = 16.

## Historia natural
Tiene hábitos nocturnos y es muy hábil en el agua, aunque, a diferencia de la rata negra no es buena trepadora. Excava redes de túneles y cuevas. Es omnívora, aunque prefiere los cereales, huevos, carnes y animales pequeños. Su oído y olfato son excelentes. Las hembras, tras una gestación de veintiún a veintitrés días, paren de seis a catorce crías ciegas y sin pelo. Tienen de dos a ocho camadas por año. Viven hasta tres años.
Es una especie gregaria, siendo cada individuo parte de un grupo jerárquico y disciplinado. Frecuentemente hay conflictos y a veces verdaderas guerras entre dos grupos y a veces presentan canibalismo. Se parece más a un ratón que a una rata, tanto en términos de color como de sus hábitos.

## Distribución y hábitat
Es originaria del sudeste de Siberia, noreste de China y algunas zonas de Japón, desde donde se extendió al norte de Europa a Norteamérica.
Se adapta a cualquier hábitat excepto al desierto y los glaciares. Comensal de los asentamientos humanos, prolifera especialmente en las grandes ciudades, en las alcantarillas, bodegas y establos, frecuentemente cerca del agua.
En las Islas Canarias, debido a su potencial colonizador y constituir una amenaza grave para las especies autóctonas, los hábitats o los ecosistemas, esta especie ha sido incluida en el Catálogo Español de Especies Exóticas Invasoras, regulado por el Real Decreto 630/2013, de 2 de agosto, estando prohibida en España su introducción en el medio natural, posesión, transporte, tráfico y comercio.

## Etimología
En Inglaterra, la rata parda se llamó  inicialmente Mus norvegicus o Norway rat por John Berkenhout en 1769, porque pensó que esta rata había llegado a Inglaterra en barcos desde Noruega y finalmente hasta después se pudo identificar en el género Rattus.

## Reservorio de enfermedades
Esta especie tiene características de plaga, no solo porque devora los alimentos de las casas y bodegas, sino especialmente porque transmite enfermedades graves, como infecciones por Hantavirus, leptospirosis, criptosporidiosis, fiebre hemorrágica viral y fiebre Q y en muy pocos casos, sus pulgas han transmitido la peste bubónica, que es generalmente transmitida más por las pulgas de la rata negra.